# Anatoly Kashirov
Anatoly Kashirov (en russe : Анатолий Андреевич Каширов), né le 19 mai 1987, à Moscou, dans la République socialiste fédérative soviétique de Russie, est un joueur russe de basket-ball. Il évolue au poste de pivot.

## Palmarès
- Vainqueur de l'Euroligue 2006, 2008